# Dosering
Dosering (af græsk δόσις dosis "gave") er et udtryk, som bruges om tildeling af afmålte mængder af bestemte stoffer. Det bruges i dag mest om det, man kunne kalde "hverdagskemi", dvs. i forbindelse med medicin, bekæmpelsesmidler og kunstgødning. 
Hvad angår de to første grupper findes der tilmed lovbestemte krav til doseringerne. Medicin er enten receptpligtig, og så er det lægen, som foreskriver daglig dosis, eller også sælges den i håndkøb, og så skal emballagen være ledsaget af en tydelig beskrivelse af anbefalet dosis.
Dosisdispensering betegner den proces hvor medicin til en borger bliver pakket i portionsposer. Rullen af portionsposer pakkes på apoteket typisk til 14 dage af gangen. Hver pose er påført en dato og et tidspunkt, og indeholder de lægemidler som borgeren skal indtage på dette tidspunkt. Dosisdispensering sker på baggrund af et dosiskort, som opbevares på apoteket, men som er oprettet på baggrund af en eller flere receptordinationer fra lægen. Et dosiskort definerer i forbindelse med dosisdispensering hvilke lægemidler en patient skal tage på en række forud definerede tidspunkter.
Bekæmpelsesmidler er godkendt af miljøstyrelsen under forudsætning af, at de bruges efter nøje udstukne forskrifter. Disse forskrifter vedrørende dosering, udbringningsforhold og forsigtighedsregler skal fremgå af etiketten, hvis ordlyd derved får lovkraft.
Brugen af kunstgødning er ikke underlagt krav om præcis dosering, men "godt landmandskab" siger, at man ikke fejlgødsker eller overdoserer sine marker, og i den mening findes der i hvert fald uformelle regler for doseringen.